# Douglas Allan
Douglas Alexander Allan, (28 janvier 1896 - 30 juillet 1967) est un géologue et conservateur, qui finit sa carrière comme directeur du Royal Scottish Museum d'Édimbourg, de 1945 à 1961.

## Jeunesse
Né à Édimbourg en 1896 et fils de James Allan et d'Agnes Annie Logan, Douglas Allan fait ses études au George Watson's College et au Boroughmuir Student Centre avant de servir tout au long de la Première Guerre mondiale au Département de l'approvisionnement en explosifs, au Ministère des munitions et à la Royal Field Artillery. Il est diplômé de l'Université d'Édimbourg avec un BSc en géologie et en chimie en 1921 et poursuit ses études avec un doctorat de la même université en 1923 et un DSc en 1927. Allan participe aux expéditions de William Speirs Bruce au Spitzberg de 1919 à 1921 et travaille comme assistant au département de géologie sous Thomas John Jehu de 1921 à 1925.

## Carrière
Il commence à travailler comme professeur au Armstrong College de l'Université de Durham de 1925 à 1929 et est élu membre de la Royal Society of Edinburgh en 1927, après avoir été proposé par Thomas John Jehu, Robert Campbell, John Horne, George Walter Tyrrell, avant de servir comme conseiller de 1955 à 1958. En 1929, Allan devient directeur des musées publics de Liverpool et reste à ce poste jusqu'en 1945, date à laquelle il devient directeur du Royal Scottish Museum jusqu'à sa retraite en 1961.
Douglas Allan joue un rôle actif dans son domaine et est président de la Museums Association et membre du Comité de reconstruction d'après-guerre sur les musées et les galeries d'art. Il est vice-président de la Royal Scottish Geographical Society de 1948 jusqu'à sa mort en 1967, et en est président de 1954 à 1958. La Royal Society of Edinburgh lui décerne le prix Neill en 1941 pour ses articles sur « La géologie de la frontière des Highlands ».

## Travaux
- Allan, « The volcanic history of Southern Fife », Excerpt from the Proceedings of the Society, vol. VII, no 2,‎ 1926
- Douglas A. Allan, The City of Liverpool Public Museums, Liverpool Museum, 1937
- Douglas Alexander Allan, Shipping museums, 1946
- Douglas Alexander Allan, The Geology and Scenery of Scotland: Swiney Lectures December 1948-January 1949, 1949
- Douglas Alexander Allan et UNESCO, International Seminar on the role of Museums in Education, 14 September - 12 October 1952: Brooklyn, New York, U.S.A., UNESCO, 1954
- Douglas Alexander Allan, James Watt: a memory and a motive for technological museums ... Presidential address to the Watt Club, R. Clark, 1955
- Douglas Alexander Allan, Folk museums at home and abroad, 1957
- Allan, « John George Bartholomew », Scottish Geographical Magazine, vol. 76, no 2,‎ 1960, p. 85–88 (DOI 10.1080/00369226008735789)